# Sunstone
Sunstone est une série de comics créée par l'auteur croate Stjepan Šejić en 2011 sur son compte DeviantArt, puis publiée aux États-Unis par l'éditeur Image Comics et en France dans la collection Panini Comics.

## Synopsis
Lisa Williams, serveuse dans un café et écrivaine amateure de nouvelles érotiques BDSM, raconte l'histoire de sa rencontre et relation avec Allison « Ally » Carter, une informaticienne. Cette relation d'abord amicale, puis romantique, a pu voir le jour grâce à un intérêt commun aux deux femmes, le BDSM.
"Sunstone" est le safeword utilisé par Ally dans ses séances de BDSM.

## Analyse
Stjepan Šejić imagine Sunstone comme une série de 20 volumes, constitués de trois principaux arcs narratifs, et un volume final. À la fin du premier tome, l'auteur hésitait à publier une telle romance, et a envisagé d'en faire un space opera, en intégrant des monstres et vaisseaux spatiaux.[réf. nécessaire]

## Publication

### Version originale
- Sunstone TPB Vol. 1 (décembre 2014)
- Sunstone TPB Vol. 2 (mai 2015)
- Sunstone TPB Vol. 3 (septembre 2015)
- Sunstone TPB Vol. 4 (février 2016)
- Sunstone TPB Vol. 5 (septembre 2016)
- Sunstone TPB Vol. 6 (mars 2019)
- Sunstone TPB Vol. 7 (mai 2021)

### Version française

#### Panini Comics
- 1 Tome 1, 26 août 2015
Scénario et dessin : Stjepan Šejić
- 2 Tome 2, 9 mars 2016
Scénario et dessin : Stjepan Šejić
- 3 Tome 3, 8 septembre 2016
Scénario et dessin : Stjepan Šejić
- 4 Tome 4, 15 février 2017
Scénario et dessin : Stjepan Šejić
- 5 Tome 5, 23 août 2017
Scénario et dessin : Stjepan Šejić